# Nuova Fiamma Stabia 2006-2007
Questa voce raccoglie le informazioni riguardanti il Nuova Fiamma Stabia nelle competizioni ufficiali della stagione 2006-2007.

## Stagione
La stagione 2006-2007 del Nuova Fiamma Stabia è stata la terza disputata in Serie A2. La società stabiese è arrivata terzultima nel Girone Sud, quindi sconfitta nella finale dei play-out.

## Verdetti stagionali
Competizioni nazionali
- Serie A2:

stagione regolare: 14º posto su 16 squadre (6-24);
play-out: eliminato in finale da Alcamo (0-2).

## Rosa
| N° | Naz.              | Ruolo | Sportivo               | Anno | Alt. |  |
| -- | ----------------- | ----- | ---------------------- | ---- | ---- |  |
| 4  | Italia (bandiera) | G     | Claudia Anastasio      | 1984 | 172  |  |
| 5  | Italia (bandiera) | P     | Laura Barretta         | 1977 | 170  |  |
| 6  | Italia (bandiera) | G     | Beverley Aprea         | 1991 | 170  |  |
| 7  | Italia (bandiera) | C     | Angela Ayroldi         | 1967 | 180  |  |
| 8  | Italia (bandiera) | C     | Rosaria Carotenuto     | 1978 | 184  |  |
| 9  | Italia (bandiera) | G     | Amelia Somma           | 1992 | 182  |  |
| 10 | Italia (bandiera) | G     | Antonietta Oliviero    | 1982 | 172  |  |
| 11 | Italia (bandiera) | G     | Denise Di Concilio     | 1990 | 170  |  |
| 12 | Italia (bandiera) | G     | Antonella Barretta     | 1971 | 176  |  |
| 13 | Italia (bandiera) | G     | Maria Rosaria Esposito | 1991 | 168  |  |
| 14 | Italia (bandiera) | G     | Miriana Passaro        | 1991 | 170  |  |
| 15 | Italia (bandiera) | C     | Giada Novarina         | 1986 | 193  |  |
| 16 | Italia (bandiera) | G     | Giusyda Tarantino      | 1989 | 176  |  |
| 19 | Italia (bandiera) | G     | Ermelinda Ruggiero     | 1982 | 170  |  |